# Joseph Canteloube
Joseph Canteloube (Annonay, 21 ottobre 1879 – Grigny, 4 novembre 1957) è stato un compositore e musicologo francese, è ricordato principalmente per i suoi Chants d'Auvergne una raccolta di brani tradizionali della regione dell’Alvernia, in lingua occitana.

## Biografia
Imparò a suonare il pianoforte da sua madre e, dall'età di 4 anni e mezzo, prese le prime lezioni Amélie Doetzer, una rifugiata polacca ex allieva di Chopin. Dopo aver conseguito un diploma iniziò a lavorare presso una banca a Bordeaux. Nel 1901 iniziò a studiare per corrispondenza con Vincent d'Indy e, dopo le sue insistenti sollecitazioni, lasciò la sua casa di famiglia a Malaret e decise di entrare alla Schola Cantorum de Paris dove incontrò Charles Bordes, e strinse inoltre amicizia con Déodat de Séverac, Isaac Albéniz e Albert Roussel. 
Dietro l'influenza del maestro Vincent d’Indy, viaggiò per la Francia raccogliendo canti popolari; di molti di questi ne curò gli arrangiamenti per accompagnamento vocale e strumentale e li pubblicò. I più conosciuti sono i Chants d'Auvergne (1923-30), composti per voce e orchestra.
Nel 1907 compose la suite in quattro movimenti per pianoforte e violino Dans la montagne, con la quale si affermò negli ambienti musicali parigini. Altre composizioni significative furono Colloque sentimental per voce e quartetto d’archi e Eglogue d’Automne per orchestra. Nel 1912 compose il poema sinfonico Vers la Princesse lointaine e il poema lirico per voce e orchestra Au Printemps. Più tardi nel 1922 fu autore de L'Arada (in lingua occitana: La Terra), un ciclo di canzoni su sei melodie.